# Liechtenstein na Letnich Igrzyskach Olimpijskich 1968
Liechtenstein na Letnich Igrzyskach Olimpijskich 1968 reprezentowało pięciu zawodników. Był to 6. start reprezentacji Liechtensteinu na igrzyskach.

## Skład kadry

### Lekkoatletyka
- Xaver Frick

800 metrów – odpadł w eliminacjach
1500 metrów – odpadł w eliminacjach
- Franz Biedermann – dziesięciobój – 19. miejsce